# La Monzona

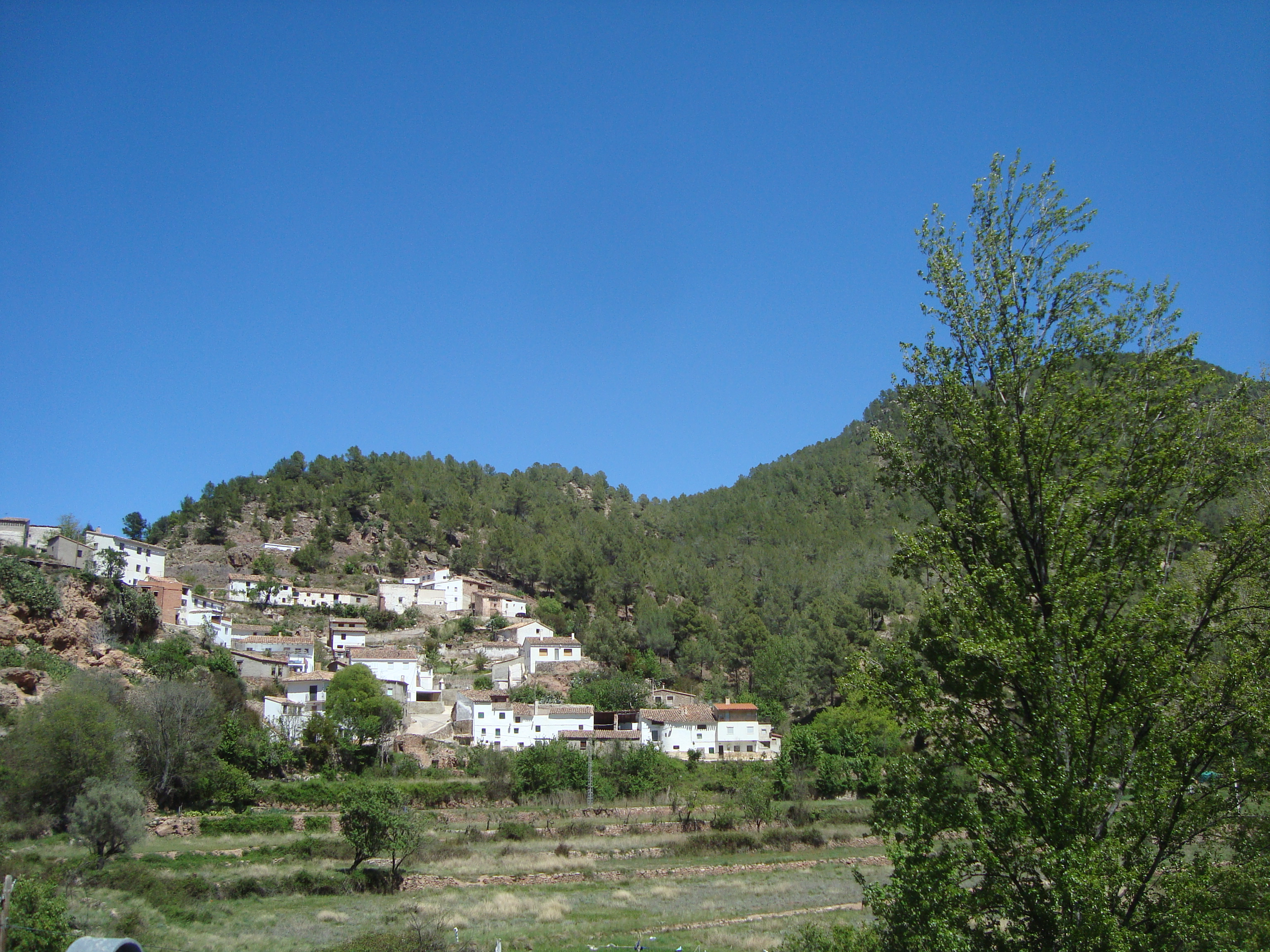
Panorámica de La Monzona

La Monzona és un poble situat al terme municipal de la Pobla d'Arenós, a la comarca de l'Alt Millars, País Valencià. L'any 2014 tenia 13 habitants.
Es troba a la capçalera de l'embassament d'Arenós, a tocar de la frontera amb l'Aragó.

## Enllaços externs

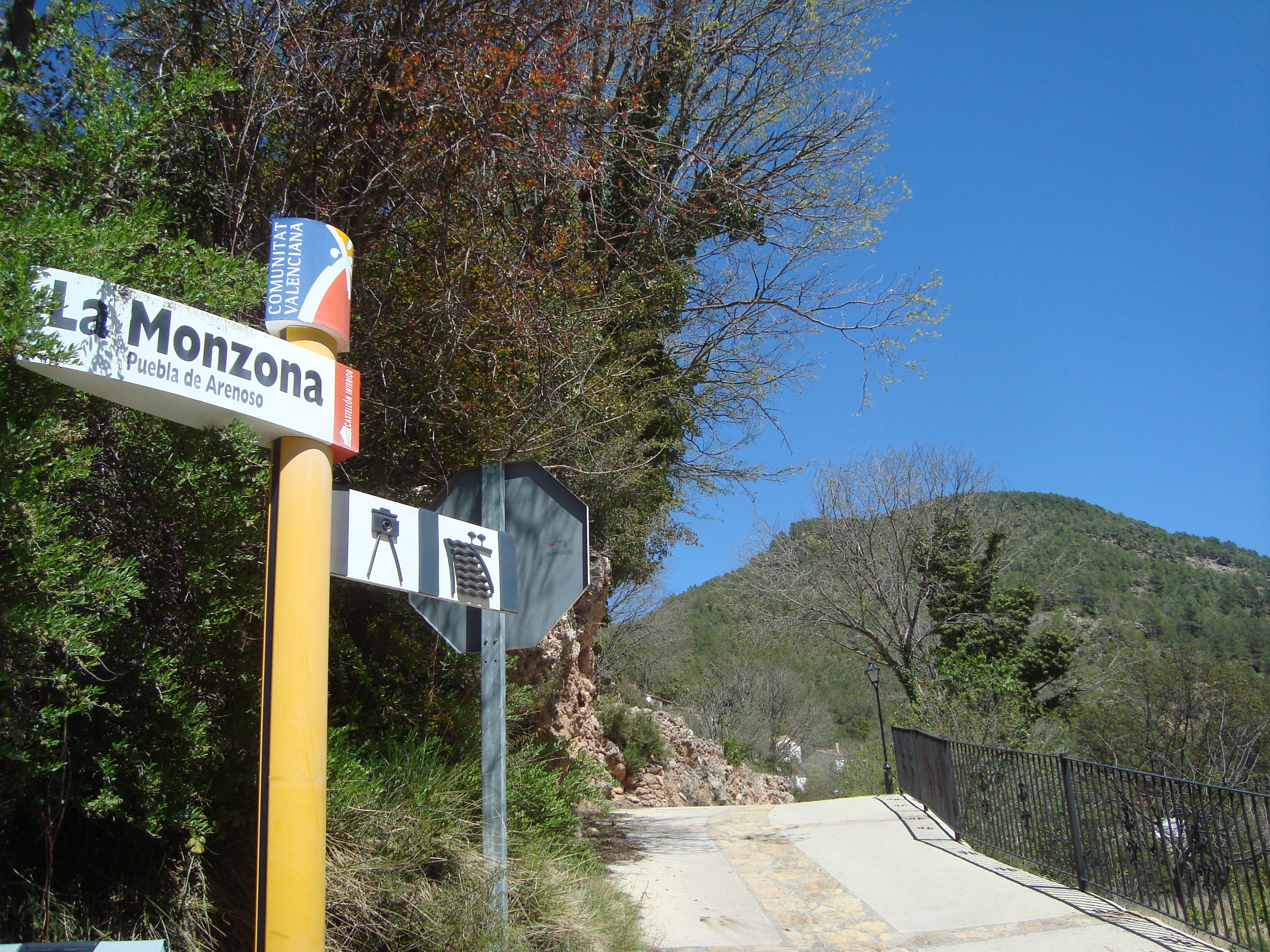
La Monzona